# 富永健
富永 健（とみなが たけし、1959年 - ）は、日本の憲法学者。皇學館大学 名誉教授

## 人物
京都府生まれ。1982年、京都産業大学法学部法律学科卒業（法学士）。1984年、京都産業大学大学院法学研究科博士前期課程修了（法学修士）。1987年、京都産業大学大学院法学研究科博士後期課程単位満期取得退学。皇學館大学文学部講師・助教授・教授と昇進の後、2011年より皇學館大学現代日本社会学部教授、同大学同学部 学部長（在任2022-2024）。2024年3月、皇學館大学現代日本社会学部教授を定年退任。現在、皇學館大学非常勤講師（担当科目：法学（日本国憲法）、法律学概論）。2025年8月1日、皇學館大学より名誉教授の称号を授与される。憲法学会副理事長、関西法政治研究会（関西憲法研究会）理事。伊勢市情報公開審査会・個人情報保護審議会委員。
国体と憲法の関係や憲法判例について研究している。

## 著書

### 単著
- 『憲法学の基本問題』（嵯峨野書院、2006）
- 『日本憲法の基本理念』（嵯峨野書院、2023）

### 共著
- （小森義峯、佐伯宣親、吉川智）『法学・憲法概論』（成文堂、1985）
- （小森義峯）『政治原論大綱』（嵯峨野書院、1989）
- （憲法発布百周年・憲法学会創設三十周年記念論文集編集委員会）『憲法百年 : 憲法発布百周年憲法学会創設三十周年記念論文集』（憲法学会、1990）
- （小森義峯教授古稀記念論集刊行委員会）『現代における憲法問題の諸相 : 小森義峯教授古稀記念論集』（国書刊行会、1994）
- （吉川智、阿部一夫、宮林茂樹、和田隆夫）『概説日本国憲法』（国書刊行会、1994）
- （吉川智、和田隆夫、和田美智代、宮林茂樹）『基礎からわかる日本国憲法』（政光プリプラン、1997）
- （吉川智、吉田夏彦、大杉麻美、和田隆夫、堀田みゆき、和田美智代）『初めての憲法』（政光プリプラン、2000）
- （土居靖美）『東南アジア諸国憲法における人権保障』（嵯峨野書院、2000）
- （抱喜久雄、野畑健太郎、吉川智）『新・初めての憲法』（法律文化社、2004）
- （土居靖美、網中政機）『現代憲法概論』（嵯峨野書院、2006）
- （森口佳樹、大西斎、畑雅弘）『バードビュー憲法』（嵯峨野書院、2009）
- （岸本正司）『教養憲法11章』（嵯峨野書院、2014）